# 임천초등학교
임천초등학교는 대한민국 충청남도 부여군 임천면 군사리에 있는 공립 초등학교이다.

## 학교 연혁
| 1913년 | 5월 22일 | 임천공립보통학교 개교                       |
| 1938년 | 4월 1일  | 임천공립심상소학교로 개칭                   |
| 1941년 | 4월 1일  | 임천공립국민학교로 개칭                     |
| 1949년 | 4월 1일  | 임천국민학교 교명 변경                      |
| 1969년 | 3월 1일  | 임주국민학교 승격 분리                      |
| 1981년 | 3월 1일  | 병설유치원 개원                             |
| 1995년 | 3월 1일  | 임주국민학교 통폐합                         |
| 1996년 | 3월 1일  | 임천초등학교 교명 변경                      |
| 1996년 | 5월 22일 | 다목적교실(97평) 준공                       |
| 1999년 | 3월 1일  | 초빙교장제 도입 원년                        |
| 1999년 | 9월 1일  | 보광분교장 통폐합                           |
| 2000년 | 3월 1일  | 가림분교장 통폐합                           |
| 2008년 | 3월 1일  | 칠산초등학교 통폐합(칠산초등학교 학생 29명) |
| 2011년 | 2월 15일 | 제95회 21명 졸업(졸업생 총 7,059명)         |
| 2011년 | 3월 1일  | 7학급 편성                                  |
| 2015년 | 2월 13일 | 제99회 14명 졸업(졸업생 총 7135명)          |
| 2016년 | 2월 5일  | 제100회 20명 졸업(졸업생 총 7,155명)        |
| 2016년 | 3월 1일  | 6학급 편성                                  |

## 참고 자료
- 임천초등학교 - 한국교육학술정보원 학교알리미